# Patín a vela

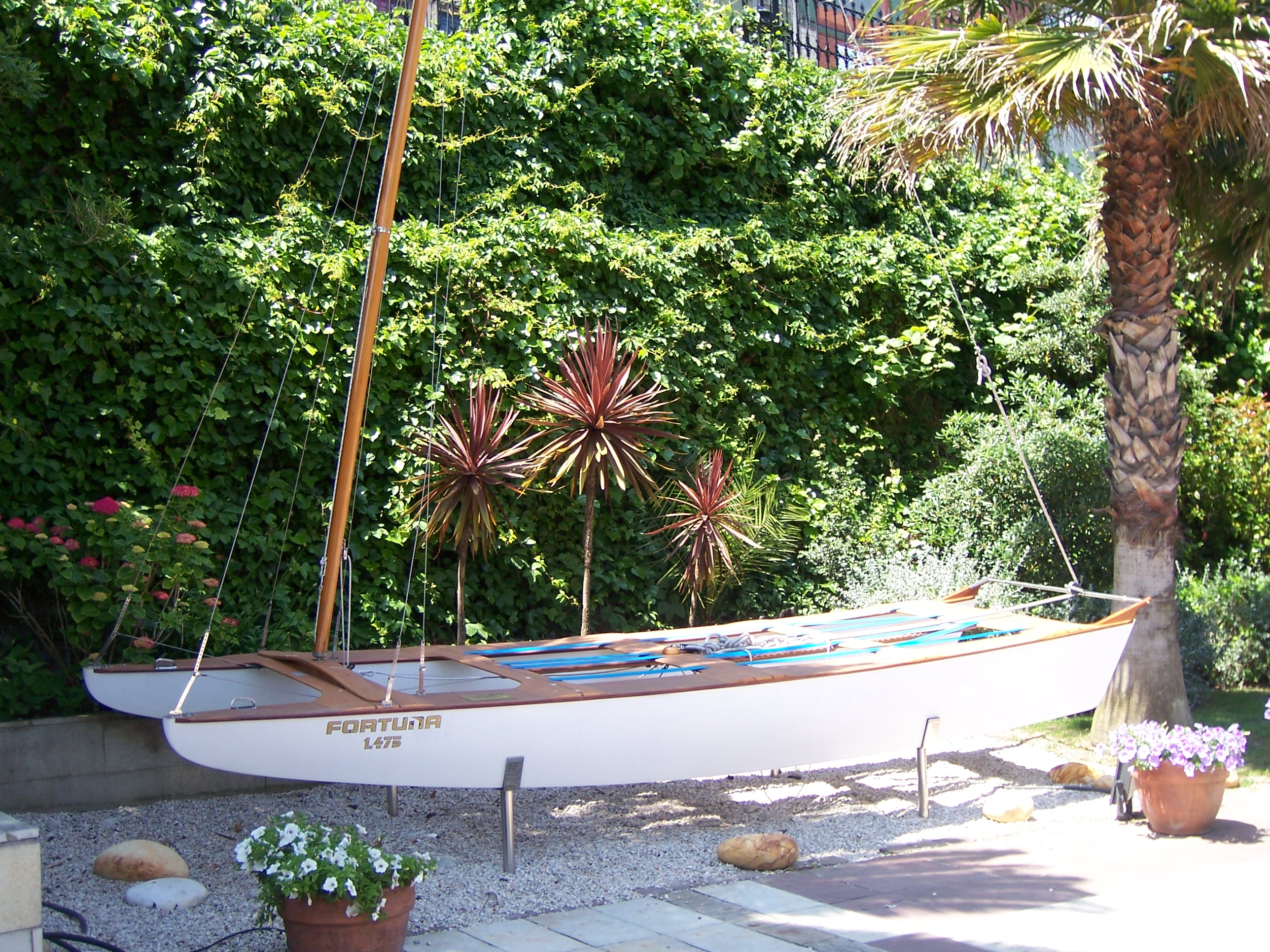
Patín a vela "Fortuna", varado en el Real Club Astur de Regatas, construido en 1978 para el Rey de España Juan Carlos I y que el monarca regaló en 2011 al club asturiano con motivo del centenario de su fundación.

Patín a vela o patín de vela, también conocido como patín catalán, es una clase monotipo de embarcación de vela ligera de un solo tripulante. Caracterizada por ser un catamarán de una sola vela de tipo marconi sin botavara y la peculiaridad de no tener timón ni orza. El gobierno de la embarcación se realiza con el movimiento y reparto del peso del propio patrón a lo largo y ancho de la cubierta del barco y con la escota, que manda la vela. Está especialmente diseñado para varar en la playa al carecer de orza ni timón.

## Historia
Diseñada por los hermanos catalanes Mongé en 1942 es el desarrollo formal y avanzado de un artilugio que nació en las playas de Badalona a principios de siglo. En principio no tenía vela y la propulsión se realizaba a remo, pero era rudimentario y pesado. Con posterioridad se le añadió la vela. Finalmente los definitivos creadores de la clase lo aligeraron y añadieron la barraescota de acero conformando la embarcación exactamente como la conocemos ahora.
Después de reiteradas modificaciones hasta el año 1943 que adopta la definición de monotipo, será conocido como Patín a Vela y pasado bastante tiempo se conocerá como Patín Catalán. Sus características básicas son las de catamarán y única embarcación que se gobierna sin orzas ni timón; velas sin sables y ausencia de botavara. Un sencillo barco de vela ligera que se gobierna desplazando el cuerpo del tripulante sobre la longitud de la cubierta. Lo que más llama la atención es su singularidad, porque en todo el mundo no se conoce nada parecido.
La historia de este singular barco tan vinculada a la existencia de la costa catalana, está documentada y reconocida en actas de junta de la Asociación Deportiva Internacional de Patines a Vela, crónicas de historiadores, boletines del Club Natación Barcelona y otros que reflejan a la vez acuerdos referidos al Patín a Vela.

## Características constructivas
Su estructura es de madera, aunque también se fabrican algunas unidades en fibra de vidrio. Está formada por dos cascos o flotadores que cumplen la función de planos antideriva. Los cascos están unidos entre sí por la cubierta, compuesta de cinco bancadas independientes que aportan rigidez al conjunto y sirven de soporte al aparejo, así como de apoyo al propio patrón.
Arbola un solo mástil de aluminio cuya inclinación y rigidez pueden ser variados durante la navegación mediante los estayes y burdas practicables y un aparejo conocido como flexor respectivamente. Apareja una vela triangular manejada mediante una escota que desliza libremente sobre la barraescota de acero instalada totalmente a popa de la embarcación.
El punto de cazado de los cabos de la maniobra suele situarse entre dos de las bancadas 3ª a 5ª en una batería de mecanismos llamada "piano". Además de los cabos que accionan estayes, burdas y flexor, también se cazan en él la driza, que iza la vela y la tensa a lo largo del mástil, y otro cabo cuyo accionamiento da forma a una zona del pujamen de la vela conocido como "cola de pato", cuyo cazado o largado varía ligera pero apreciablemente la planitud y superficie vélicas.

## Flotas
Actualmente, las flotas de patines a vela se reparten no solo por Cataluña, Andalucía y Valencia, sino que alcanzan las costas francesas, belgas y holandesas. 